# San José Viborillas
San José Viborillas är en ort i Mexiko.   Den ligger i kommunen Apaseo el Grande och delstaten Guanajuato, i den centrala delen av landet, 200 km nordväst om huvudstaden Mexico City. San José Viborillas ligger 1 791 meter över havet och antalet invånare är 1 325.
Terrängen runt San José Viborillas är platt söderut, men norrut är den kuperad. Runt San José Viborillas är det ganska tätbefolkat, med 149 invånare per kvadratkilometer. Närmaste större samhälle är Celaya, 19,6 km väster om San José Viborillas. Trakten runt San José Viborillas består till största delen av jordbruksmark.